# Xavier Henry
Pour les articles homonymes, voir Henry.
Xavier Henry, né le 15 mars 1991 à Gand en Belgique est un joueur de basket-ball américain. Il évolue aux postes d'arrière et d'ailier.

## Carrière universitaire
Il joue une saison dans l'équipe universitaire des Jayhawks de l'Université du Kansas. Le 7 avril 2010, il annonce son intention de prendre part à la Draft 2010 de la NBA.

## Carrière professionnelle

### Grizzlies de Memphis (2010-Jan.2012)
Le 24 juin 2010, il est sélectionné en douzième position par les Grizzlies de Memphis.

### Hornets de la Nouvelle-Orléans/Energy de l'Iowa (Jan.2012-2013)
Le 4 janvier 2012, il est transféré aux Hornets de La Nouvelle-Orléans dans un échange entre trois équipes. En mars 2012, il est envoyé en D-League à l'Energy de l'Iowa.

### Lakers de Los Angeles/D-Fenders de Los Angeles (2013-décembre 2014)
Le 5 septembre 2013, il signe avec les Lakers de Los Angeles. Pour son premier match de la saison, le 29 octobre, il bat son record de points en carrière en inscrivant 22 points dans la victoire des siens contre les Clippers de Los Angeles.
Le 29 décembre, lors de la défaite des siens à domicile contre les 76ers de Philadelphie, durant le premier quart-temps, Henry se tord le genou droit. Le lendemain, il passe une IRM qui ne révèle qu'une déformation du ménisque latéral de son genou droit. Cependant, 10 jours plus tard, il souffre toujours de son genou et doit passer de nouveaux tests. Le 13 février, le porte-parole des Lakers annonce qu'Henry sera absent un mois supplémentaire. Le 27 février 2014, il est envoyé en D-League, aux D-Fenders de Los Angeles. Le 2 mars, il est rappelé dans l'effectif des Lakers après avoir joué deux matchs avec les D-Fenders.